# ウムラウト
ウムラウト（独: Umlaut）とは、ゲルマン語派のいくつかの言語において見られる母音交替現象、またはそれによって変化した母音を示すためのダイアクリティカルマーク（発音区別符号）で、ラテン文字の母音字の上部に付される横並びの2点「¨」のこと。上の母音交替現象そのものと区別するため「ウムラウト記号」と呼ぶことがある。

## ウムラウト（母音交替現象）

### i-ウムラウト
アクセントのある母音が、後続の i, e 等の前舌母音の発音に引きずられて e に近い発音になる現象。ゲルマン語において多く見られる。
一例として、英語で足を意味する foot の複数形 feet の母音も、i-ウムラウトによって生じたものである。古英語では足の単数形は fōt で、文献以前の英語ではこれに複数語尾 *iz をつけることで複数形 *fōtiz を作っていた。しかし、この複数語尾 *iz が前の母音 ō を ē に変化させたので、古英語では複数形は fēt となった。その後の大母音推移の結果、現在の形になった。
このように、ゲルマン語においてi-ウムラウトは、名詞の単複変化にともなって現れることが多い。

### u-ウムラウト
アクセントのある母音が 後続の円唇母音 u, o によって円唇化する現象をu-ウムラウトと呼ぶ。例として古高ドイツ語 lewo > ドイツ語 Löwe「ライオン」など。

## ウムラウト記号

### 前舌母音を表す記号として
ウムラウト記号は、主に円唇・後舌で発音される母音（a, o, u）を、円唇・前舌で発音しようとする場合（ä, ö, ü）に用いられ、ドイツ語、スウェーデン語などで使用される。ウムラウト現象のある言語が必ずしもウムラウト記号を使うわけではない。なおドイツ語では äu は eu と同様に [ɔʏ] と発音される。
ドイツ語の場合、この2つの点は、筆記体の小文字の e に起源するとされる。ウムラウト記号が表示できない環境では、例えば ä を ae で代用することもある。
母音調和をもつ言語では、短母音をそれぞれ6種以上もつことが多い。母音調和はウムラウト現象とは無関係だが、ウラル語族のフィンランド語、ハンガリー語、テュルク諸語のトルコ語、アゼルバイジャン語、トルクメン語など、ラテン文字の表記法をもつ言語については、前舌性のない母音を無標とするのに対し、前舌母音をウムラウト記号つきの母音字で表すことが多い。しかし a と e, u と y をペアで使うなど、例外も多い。
なお、ハンガリー語では普通、長音を表記するときアキュートを使うが、ウムラウト記号つき母音の長音を表記する際はアキュートを2つ並べ、ダブルアキュートとする。
現代中国語のピンインでは、[y] 音の表記に ü が用いられる。
朝鮮語のマッキューン＝ライシャワー式では、ㅔが a または o の後に続く場合に ë と表記される。ただし、文化観光部2000年式では用いられない。

### 各言語における用法

#### ラテン・アルファベット
ドイツ語
ä, ö, ü が使われる。/ɛ/, /ø/, /y/ を表す。
オランダ語
ä, ö, ü がウムラウトとして、ドイツ語からの借用語に使われることがある。
アイスランド語
ö が使われる。/œ/ を表す。
アルバニア語
ë が使われる。/ə/ を表す。
ルクセンブルク語
ä, ë が使われ、それぞれ /æ/, /ə/ を表す。
ハンガリー語
ö, ü が使われ、前舌母音 /ø/, /y/ を表す。
スロバキア語
ä が使われ、/ɛ/ または /æ/ を表す。
スウェーデン語
ä, ö が使われ、それぞれ /ɛ/, /ø/ を表す。ドイツ語とは異なり、この2文字は独立した文字として扱われ、それぞれアルファベットの28番目と29番目に位置する。
フィンランド語
ä, ö が使われ、それぞれ /æ/, /ø/ を表す。スウェーデン語と同じく、独立した文字として扱われる。
中国語(拼音)
ü が使われる。/y/ を表す。例:lǘ(驢)、nǚ(女)、lǜ(律)。なお、正書法上、音節が n または l で始まる場合以外は ü は単に u と書かれる。したがって、ǖ は音として存在はするが、n や l で始まる音節が存在しないため、実際に使われることはない。
エストニア語
ä, ö, ü が使われ、それぞれ /æ/, /ø/, /y/ を表す。独立した文字として扱われる。
トルコ語・アゼルバイジャン語
ö, ü が使われ、それぞれ /ø/, /y/ を表す。
トルクメン語
ä, ö, ü が使われ、それぞれ /æ/, /ø/, /y/ を表す。

#### キリル・アルファベット
ロシア語やベラルーシ語では、ё は /jo/ と発音する。ロシア語では符号を付加せずに е と書くことが多いが、キリル文字を採用している中央アジアやシベリアの非スラブ語でも ё は使われており、その場合は е と ё を書き分けるのが普通である。
そのほか、以下の文字が使われる。
ウクライナ語
ї を使用する。/ji/ を表す。
ハンティ語
ӓ, ӛ, ӧ, ӫ, ӱ を使用する。
ウドムルト語
ӝ, ӟ, ӥ, ӧ, ӵ を使用する。
キルディン・サーミ語
ӓ, ӭ を使用する。
山地マリ語
ӓ, ӧ, ӱ, ӹ を使用する。

## 同形の記号
ウムラウト記号と同じ外見をもつ記号がまったく別の用途に用いられる場合もある。これらは上述の母音交替現象とは無関係で、また特に前舌性を含意するものでもないため、本来は「ウムラウト記号」と呼ぶべきではない。
- トレマ（ディエレシス、ダイアリーシス） - フランス語、スペイン語、ポルトガル語、オランダ語などで用いられ、母音字が連続する場合に添えて読み方を変更するもの。Unicodeにおいてはウムラウトと同じコードポイントを共有する（ホモグリフを参照）。
- オランダ語のŸは、Ĳの代わりに使うことのある文字である。筆記体において ij と ÿ がほぼ同形となることに由来する。
- 日本語の上代特殊仮名遣のラテン文字化では乙類母音を ï、ö、ë で表す。これらには前舌性や母音交替の意味はなく、単に「甲類とは違う」ことを示すために、便宜的に添えているものである。
- チベット文字のラテン文字化では、古チベット語において通常の ི (i) の代わりに用いられることがある ྀ という母音記号を ï で表すことがある。これも区別のための便宜的なもので、発音とは関係ない。
- 国際音声記号 (IPA) では、中舌化を表す補助記号である。
- ツードット - 数学における微分の記法（ニュートンの記法）で二階微分を表す。主に古典力学や機械工学で用いられる。